# Marcos Angeleri
Marcos Alberto Angeleri (Treinta de Agosto, 1983. április 7. –) argentin labdarúgó.

## Külső hivatkozások
- Statisztika a Football-Lineups.com-on
- (spanyolul) Argentine Primera statisztika